# کارن جانگیروف
کارن جانگیروف (ارمنی: Կարեն Ջանգիրով؛ انگلیسی: Karen Dzhangiryan; ۱۵ مارس ۱۹۴۸ – ۲۶ دسامبر ۲۰۱۴) یک بازیگر اهل ارمنستان بود. وی بین سال‌های ۱۹۷۲ تا ۲۰۱۴ میلادی فعالیت می‌کرد و در ۲۳ فیلم نقش‌آفرینی نمود.

## زندگی‌نامه
کارن جانگیروف در ۱۵ مارس ۱۹۴۸ در باکو به دنیا آمد و در سال ۱۹۷۱ از دپارتمان بازیگری آکادمی دولتی هنرهای زیبای ارمنستان فارغ‌التحصیل شد. از سال ۱۹۸۲ در تئاتر آکادمی ملی سوندوکیان ایروان فعالیت می‌کرد. جانگیروف همچنین در تئاتر نمایشی هراچیا غاپلانیان فعالیت می‌کرد. وی همچنین برندهٔ جوایزی همچون هنرمند مردمی ارمنستان (۲۰۰۸) شده‌است. وی در ۲۶ دسامبر ۲۰۱۴ در سن ۶۶ سالگی در ایروان درگذشت.

## گزیده فیلمشناسی
از فیلم‌ها یا برنامه‌های تلویزیونی که وی در آن نقش داشته‌است می‌توان به آثار زیر اشاره کرد.
- مردی از المپوس (۱۹۷۶)
- آرئویک (۱۹۷۸)
- باغ سیب (۱۹۸۵)
- طلوع خورشید بر فراز دریاچه وان (۲۰۱۱)